# カール・ホルムストレーム
カール・ホルムストレーム（Karl Holmström、1925年3月21日 - 1974年6月22日）はスウェーデン、ブジュルホルム出身の元スキージャンプ選手。1974年にユッカスヤルヴィで死去。

## プロフィール
1943年にIFK Kirunaに入り1960年まで所属していた。
1950年のノルディックスキー世界選手権（アメリカ、レークプラシッド）では16位となる。
1952年オスロオリンピックで銅メダルを獲得した。オリンピックのジャンプ競技ではスウェーデン勢として1936年のスヴェン・エリクソンに次いで2人目のメダル獲得である。